# 第130师团
第130师团（Dai-hyakusanjū Shidan）是日本帝国陆军的一个步兵师团。它的代号是钟馗兵团（Shōki Heidan）。该师团于1945年4月12日在大亚湾作为丙级师团组建。师团的核心是第十九独立混合旅的一部分。

## 行动
第130师团的第93步兵旅驻守中山，第94步兵旅（1945年5月5日组建）驻守汕头。
1945年10月，第130师团的一部分被派往顺德区。1946年3月至4月，第130师团的大部分人员撤回日本。师团司令部于1946年3月26日离开虎门港。最终该师团于1946年4月5日解散。在战争中，该师团并没有参与任何战斗。